# Munificentissimus Deus

Wappen Papst Pius’ XII.

Munificentissimus Deus (lat. Der unendlich freigebige Gott) ist eine Dogmatische Bulle in Form einer Apostolischen Konstitution, mit der Papst Pius XII. am 1. November 1950 das Dogma der leiblichen Aufnahme Mariens in den Himmel bekanntgab.

## Entstehungsgeschichte
Mariä Aufnahme in den Himmel (volkstümlich auch Mariä Himmelfahrt) ist ein Hochfest der römisch-katholischen und der orthodoxen Kirche, das am 15. August gefeiert wird. Der Glaube an die leibliche Aufnahme Mariens in den Himmel ist in der Kirche bereits seit dem 6. Jahrhundert bezeugt. Allerdings enthält die Bibel selbst keinen Hinweis auf eine Himmelfahrt Marias.
Nach der Verkündigung des Dogmas der Unbefleckten Empfängnis Mariens durch Papst Pius IX. am 8. Dezember 1854 in der Päpstlichen Bulle Ineffabilis Deus (lat. Der unaussprechliche Gott) wurde allgemein erwartet, dass auch die Aufnahme Mariens in den Himmel bald dogmatisiert werden würde. Durch die veränderte theologische Interessenlage nach dem Ersten Vatikanischen Konzil und durch die beiden Weltkriege trat das Thema jedoch in den Hintergrund. Erst Pius XII. griff die Frage wieder auf und richtete mit der Enzyklika Deiparae Virginis Mariae vom 1. Mai 1946 eine entsprechende Anfrage an die Bischöfe der Welt. Er bat um eine Stellungnahme zu einer möglichen Dogmatisierung der Aufnahme Mariens in den Himmel. Hierzu erreichten den Papst überwiegend zustimmende Antworten.

## Das Dogma
Die Apostolische Konstitution erklärt das Dogma mit den folgenden Worten: 

„Wir verkünden, erklären und definieren es als einen von Gott geoffenbarten Glaubenssatz, dass die makellose Gottesmutter, die allzeit reine Jungfrau Maria, nach Vollendung ihrer irdischen Lebensbahn mit Leib und Seele in die himmlische Herrlichkeit aufgenommen wurde.“

 In dieser Apostolischen Konstitution folgen dementsprechende Definitionen, die auf die Bedeutung Mariens und ihrer Verehrung eingehen. Der Vollendung des irdischen Lebens sei die Aufnahme in das Himmelreich gefolgt, Maria sei an die Seite Gottes erhoben worden, um somit ihrem Sohne gleichgestellt zu sein. Pius XII. erklärte weiterhin, dass das, was an allen Menschen bei der Vollendung geschehe, bei Maria vorweggenommen worden sei. Deshalb lebe sie nun in einer neuen, verklärten und leibseelischen Einheit in der Gegenwart Gottes, der Mensch Maria solle dabei aber vom Sohn Gottes deutlich unterschieden werden.

Pius XII. schloss die Apostolische Konstitution mit folgenden Worten: 

„Wenn daher, was Gott verhüten möge, jemand vorsätzlich dies, was Wir definiert haben, leugnet oder in Zweifel zieht, so soll er wissen, dass er völlig von dem göttlichen und allumfassenden Glauben abgefallen ist.“

## Textausgaben
- ACTA PII PP. XII: CONSTITUTIO APOSTOLICA (FIDEI DOGMA DEFINITUR DEIPARAM VIRGINEM MARIAM CORPORE ET ANIMA FUISSE AD CAELESTEM GLORIAM ASSUMPTAM.) Munificentissimus Deus. In: Acta Apostolicae Sedis XLII (1950) pp. 753–771. [amtlicher lateinischer Text]
- Dogmatische Bulle Papst Pius’ XII. vom 1. November 1950 MUNIFICENTISSIMUS DEUS. In: Heilslehre der Kirche. Dokumente von Pius IX. bis Pius XII. Deutsche Ausgabe des französischen Originals von P[aul] Cattin O.P. und H[umbert]-Th[omas] Conus O.P. besorgt von Anton Rohrbasser. Paulusverlag, Freiburg/Schw. 1953, S. 328–347.
- Apostolische Konstitution Papst Pius’ XII. »Munificentissimus Deus« (1950). In: Neuner-Roos: Der Glaube der Kirche in den Urkunden der Lehrverkündigung. Friedrich Pustet, Regensburg 12. Auflage 1986, Nrn. 483–487 S. 331–334, ISBN 3-7917-0119-3. [bringt die zentralsten Stellen in Deutsch]